# Dominowo (gemeente)
De gemeente Dominowo is een landgemeente in het Poolse woiwodschap Groot-Polen, in powiat Średzki (Groot-Polen).
De zetel van de gemeente is in Dominowo.
Op 30 juni 2004 telde de gemeente 2856 inwoners.

## Oppervlakte gegevens
In 2002 bedroeg de totale oppervlakte van gemeente Dominowo 79,32 km², waarvan:
- agrarisch gebied: 85%
- bossen: 7%

De gemeente beslaat 12,73% van de totale oppervlakte van de powiat.

## Demografie
Stand op 30 juni 2004:
| Omschrijving                   | Totaal | Totaal | Vrouwen | Vrouwen | Mannen | Mannen |
| ------------------------------ | ------ | ------ | ------- | ------- | ------ | ------ |
| eenheid                        | aantal | %      | aantal  | %       | aantal | %      |
| inwoners                       | 2856   | 100    | 1457    | 51      | 1399   | 49     |
| bevolkingsdichtheid (inw./km²) | 36     | 36     | 18,4    | 18,4    | 17,6   | 17,6   |

In 2002 bedroeg het gemiddelde inkomen per inwoner 1289,26 zł.

## Administratieve plaatsen (sołectwo)
Biskupice, Borzejewo, Bukowy Las, Chłapowo, Dominowo, Dzierżnica, Gablin, Giecz, Karolewo, Kopaszyce, Mieczysławowo, Murzynowo Kościelne, Nowojewo, Orzeszkowo, Poświątno, Rusiborek, Rusibórz, Sabaszczewo, Zberki.

## Overige plaatsen
Andrzejpole, Bagrowo, Grodziszczko, Janowo, Marianowo, Michałowo, Szrapki, Wysławice.

## Aangrenzende gemeenten
Kostrzyn, Miłosław, Nekla, Środa Wielkopolska, Września